# تحصیل تخت نصرتی
تحصیل تخت نصرتی (به انگلیسی: Takht-e-Nasrati Tehsil) یک تحصیل در پاکستان است که در خیبر پختونخوا واقع شده‌است.